# Bataille de la Big Hole
Guerre des Nez-Percés
Batailles
Guerre des Nez-Percés :
- White Bird Canyon
- Camp de Looking Glass
- Cottonwood
- Clearwater
- Fort Fizzle
- Big Hole
- Camas Meadows
- Yellowstone (en)
- Canyon Creek
- Cow Creek (en)
- Bear Paw

La bataille de la Big Hole est livrée le 9 août 1877 au Montana, pendant la guerre des Nez-Percés. Elle oppose 200 soldats américains sous les ordres du colonel John Gibbon, qui attaquent un camp de 89 tipis situé dans la vallée de la rivière Big Hole, à un nombre équivalent d'hommes armés nez-percés commandés par les chefs Looking Glass et White Bird. L'assaut américain provoque de nombreuses victimes parmi les femmes et les enfants habitant le camp mais la résistance très efficace des hommes armés amérindiens permet à la majorité d'entre eux de s'extraire de la nasse.

## Contexte
Pour un article plus général, voir Guerre des Nez-Percés.
Au milieu des années 1870, le gouvernement des États-Unis tente de contraindre les Nez-Percés à s'installer dans une réserve. Plusieurs groupes refusent de se soumettre aux termes d'un traité signé en 1863 par quelques chefs ne représentant pas l'ensemble de la tribu. Une série d'événements conduit alors à un conflit connu sous le nom de guerre des Nez-Percés.
Contraints d'abandonner leur village après l'attaque de l'armée américaine à la bataille de la Clearwater les 11 et 12 juillet, les Nez-Percés hostiles aux États-Unis se dirigent vers Kamiah au nord et traversent la Middle Fork de la Clearwater. Le 15 juillet, les chefs nez-percés tiennent conseil près de la ville actuelle de Weippe afin de décider de la suite de leurs actions. Bien qu'ils soient unanimes sur le fait que suivre la piste Lolo jusque dans la vallée de la Bitterroot dans le Montana soit la meilleure façon d'échapper à la poursuite du général Howard, ils sont divisés quant à leur objectif final. Chef Joseph souhaite à terme retourner dans la vallée de la Wallowa ; White Bird suggère de fuir au Canada tandis que Looking Glass insiste fortement pour que la tribu continue sa marche jusque dans les plaines à bisons où ils pourront se joindre à leurs amis les Crows. Finalement, les partisans de Looking Glass l'emportent et les autres chefs acceptent de se ranger à son idée.
Les Nez-Percés entament alors l'ascension du col Lolo qu'ils atteignent le 22 juillet, tandis que Howard, ayant préféré attendre des renforts avant de lancer une opération de grande ampleur, ne se lance à leur poursuite que le 30 juillet. Comme le Montana vers lequel se dirigent les Nez-Percés se trouve hors de sa juridiction, Howard a pris soin d'avertir par télégraphe le brigadier général Alfred H. Terry, commandant du département du Dakota, de la venue probable des Amérindiens hostiles dans sa juridiction.

## Sources
- (en) Cet article est partiellement ou en totalité issu de l’article de Wikipédia en anglais intitulé « Battle of the Big Hole » (voir la liste des auteurs).
- [Brown 1967] (en) Mark Herbert Brown, The flight of the Nez Perce, New York, Putnam, 1967, 480 p. (OCLC 633657, lire en ligne)
- [Forczyk 2011] (en) Robert Forczyk, Nez Perce 1877 : the last fight, Oxford, Osprey Publishin, 2011, 96 p. (ISBN 978-1-84908-192-4, OCLC 709777768, présentation en ligne)
- [Greene 2000] (en) Jerome A. Greene, Nez Perce summer, 1877 : the U.S. Army and the Nee-Me-Poo crisis, Helena, Montana Historical Society Press, 2000, 554 p. (ISBN 978-0-917298-68-4, OCLC 43951833, lire en ligne)
- [Howard 1990] Helen Addison Howard (trad. de l'anglais par Karin Bodson), Joseph, chef des Nez Percés [« Saga of Chief Joseph »], Monaco, Éditions du Rocher, coll. « Nuage rouge », 1995 (1re éd. 1965), 428 p. (ISBN 978-2-268-02111-9, OCLC 77236650)
- [Josephy 1997] (en) Alvin M. Josephy, The Nez Perce Indians and the opening of the Northwest, Boston, Houghton Mifflin, 1997, 705 p. (ISBN 978-0-395-85011-4, OCLC 36170547, présentation en ligne)
- [McWhorter 2001] (en) Lucullus Virgil McWhorter, Hear Me, My Chiefs! : Nez Perce History and Legend, Caldwell, Idaho, Caxton Printers, 2001 (1re éd. 1952), 640 p. (ISBN 978-0-87004-310-9, OCLC 71826048, présentation en ligne)
- Gregory F. Michno, Encyclopedia of Indian Wars 1850-1890, Mountain Press Publishing Company, 2005,  (ISBN 0878424687)
- Jean Pictet, L'Épopée des Peaux-Rouges, Éditions du Rocher, Monaco, 1994,  (ISBN 2268017222)
- [West 2009] (en) Elliott West, The last Indian war : the Nez Perce story, New York, Oxford University Press, 2009, 397 p. (ISBN 978-0-19-513675-3, OCLC 255902883, lire en ligne)
- [Yellow Wolf et McWhorter 1940] (en) Yellow Wolf et Lucullus Virgil McWhorter, Yellow Wolf : his own story, Caldwell, The Caxton Printers, Ltd, 1940, 324 p. (OCLC 29580343, lire en ligne)